# جون سترونج (سياسي)
جون سترونج (بالإنجليزية: John Strong)‏ هو سياسي أمريكي، ولد في 16 أغسطس 1738 في الولايات المتحدة، وتوفي في 16 يونيو 1816 في أديسون في الولايات المتحدة. انتخب عضو مجلس نواب فيرمونت.